# ㅗ
ㅗ là một nguyên âm của tiếng Triều Tiên. Unicode của ㅗ là U+3151. Khi chuyển tự Hangeul sang Romaja nó tương ứng với chữ "O" hoặc chữ "W" tùy từng trường hợp.